# 大紅腔吻鱈
大紅腔吻鱈為輻鰭魚綱鱈形目鼠尾鱈科的其中一種，分布於西南太平洋紐西蘭海域，屬深海底棲性魚類，深度80-1401公尺，體長可達62公分，棲息在大陸坡水域，生活習性不明。